# كاميلي فيلتون
كاميلي فيلتون (بالفرنسية: Camille Felton)‏ هي ممثلة كندية، ولدت في 21 أكتوبر 1999 في لافال في كندا.

## وصلات خارجية
- كاميلي فيلتون على موقع IMDb (الإنجليزية)
- كاميلي فيلتون على موقع ألو سيني (الفرنسية)
- كاميلي فيلتون على موقع قاعدة بيانات الفيلم (الإنجليزية)
- كاميلي فيلتون على موقع كينوبويسك (الروسية)